# 태양인 이제마
《태양인 이제마》는 2002년 7월 24일부터 2002년 10월 31일까지 방송되었던 특별기획 드라마다.

## 제작진
- 기획 : 이녹영
- 분장 : 조태희
- 자문 : 이성수
- 조명 : 김광수
- 촬영 : 우성주
- 스토리텔러 : 윤선주
- 극본 : 김항명
- 연출 : 류시형,고영탁

## 출연진
- 최수종 : 이제마 역
  - 함경도 함흥. 이반오의 장자이며 서자. 아명은 천리구, 호는 동무(東武). 태양인의 활달하고 영웅적인 기질을 타고났지만 난치에 가까운 지병 때문에 평생을 고통받으나 결국 자신의 어려움을 극복하고 사상의학을 완성시킨 19세기에 가장 뛰어난 의학자.
- 김유미 : 설이/수연 역
  - 집안의 몰락으로 무당이 된 살간네의 딸. 어릴 적 제마와의 운명적 만남으로 제마를 마음에 두고 그를 위해 모든 것을 희생할 수 있는 여인. 소음인으로 연약해 보이지만 평생 제마를 지켜보며 힘을 북돋운다.
- 유호정 : 구자인의 딸 구운영 역
  - 제마의 스승 구자인의 딸. 제마가 범상치 않은 인물임을 한눈에 알아보고 사랑에 빠져 버린다. 소양인 특유의 활달함과 열정적인 사랑으로 의술의 길을 가는 제마를 도우며 아버지의 반대를 무릅쓰고 제마와 결혼한다.
- 박철호 : 이제마의 부 이반오 역
- 송옥숙 : 이제마의 모 공씨 역
- 양금석 : 이반호의 정식 처 안씨 역
- 김무생 : 충원공 역
- 이정길 : 구자인 역
- 오대규 : 장상욱 역
- 길용우 : 좌명 역
- 임호 : 최문환 역
  - 제마의 죽마고우. 함께 좌명선생의 제자로 많은 활약을 하지만 제마를 사랑하는 설이를 마음 속으로 연모한다. 훗날 도총부 소모군관으로 반역을 도모하지만 결국 제마에 의해 평정된다.
- 이기영 : 김기석 역
- 이미지 : 살간네 역
- 이기열 : 박수 역
- 정흥채 : 덕용 역
- 윤용현 : 장봉수 역
- 양택조 : 장봉수의 부 장참봉 역
- 임혁주 : 임백경 역
- 임병기 : 조진하 역
- 이영후 : 송상 역
- 임성민 : 송상의 첩 역
- 김준모 : 김항 역
- 손종범 : 칠성 역
- 백인철 : 황직수 역
- 신동훈 : 진해현 농민 역
- 전현 : 19/20회 - 조광필 역
- 정태우 : 이용운 역
- 김성민 (아역배우) : 이반호의 적자 제준 역
- 주부진
- 유승민
- 신용규
- 조경호
- 박정우
- 김창봉
- 문회원
- 양형호 : 벼슬관 역
- 전해룡
- 신준영 : 문천 깡패 역
- 조병곤 : 문천 깡패 역
- 강민석
- 함석훈 : 걸립패 역
- 최상길 : 걸립패 역
- 이종래 : 만복 부 역
- 박용식
- 김광인 : 문지기 역
- 최은석
- 주효만
- 오영갑
- 공재원
- 박우열
- 김건호
- 한춘일 : 집사/의원 역
- 단강호
- 유병한
- 김영
- 김승현
- 이정성
- 유순철
- 유형관
- 이원종 : 장 서방 역
- 윤진호
- 이주화
- 서진원
- 김태영
- 김홍수 : 이천수 역
- 나재균
- 최길호
- 엄유신
- 정종현
- 한정국
- 송용태
- 방형주
- 윤순홍
- 이미숙
- 이승찬 : 백성/장봉수의 휘하 군관 역
- 신국
- 여재구
- 윤갑수
- 이성호

### 아역
- 백성현 : 어린 이제마 역
- 정인선 : 어린 구운영 역
- 서지희 : 어린 설이 역
- 김성은 : 어린 장봉수 역
- 강민규

## 참고 사항
- 양택조(장참봉 역)가 조연으로 나온 KBS 2TV 봄날은 간다에서[4] 오자희 역을 맡았던 김규리는 후속작 장희빈에서 숙빈 최씨 물망에 거론되었으며[5] 봄날은 간다 조연출 중의 한 명이었던 이건준 PD의 첫 연속극 연출작 러빙유는 봄날은 간다(언어)가 그랬던 것처럼 폭력(신체) 문제로 비난을 샀다.

## 수상 경력
- 2002년 KBS 연기대상 여자 신인상 김유미
- 2002년 KBS 연기대상 남자 인기상 최수종
- 2002년 제15회 그리메상 최우수 여자 연기자상 유호정